# Batalla del Jazmin
La batalla de Jazmin se llevó a cabo el 18 de febrero de 1876 en el Estado de Oaxaca

## Historia
El 18 de febrero de 1876 se libró la batalla del Jazmin en el Estado de Oaxaca. Después del inicio de la revolución de tuxtepec, el Gobierno, intentando reprimir la rebelión, envió al general Ignacio Alatorre con una columna sobre Oaxaca, Alatorre al mando de casi tres centenares de soldados federales leales al Gobierno, intentó tomar la localidad del Jazmin y sofocar la rebelión atacando frontalmente, sin embargo, los sublevados que superaban a su tropa en número, se atrincheraron y repelieron zagazmente el ataque, el Ejército Regenerador de la República Mexicana (rebeldes tuxtepecanos) leales al General Porfirio Díaz triunfaron y obligaron a Alatorre a retirarse a Santo Domingo Yanhuitlán.
- Datos: Q5723329